# Mangup

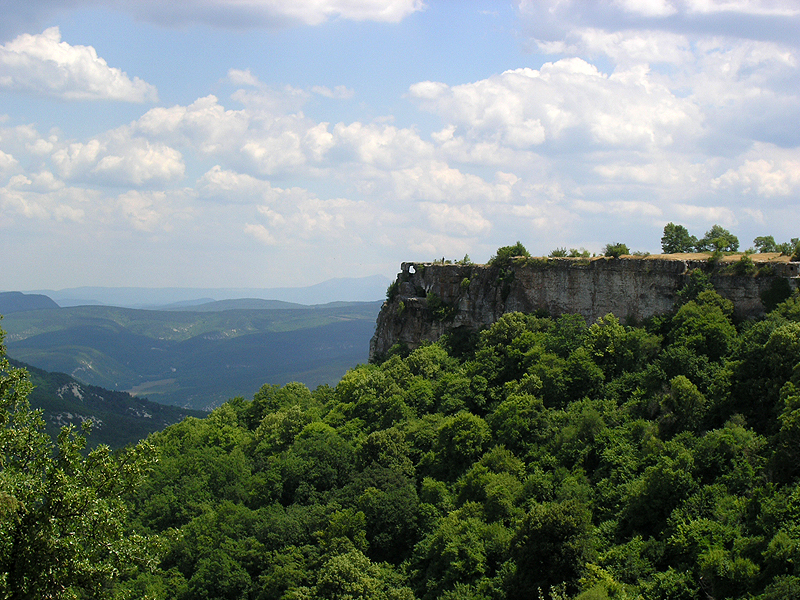
Utsikt över Mangup

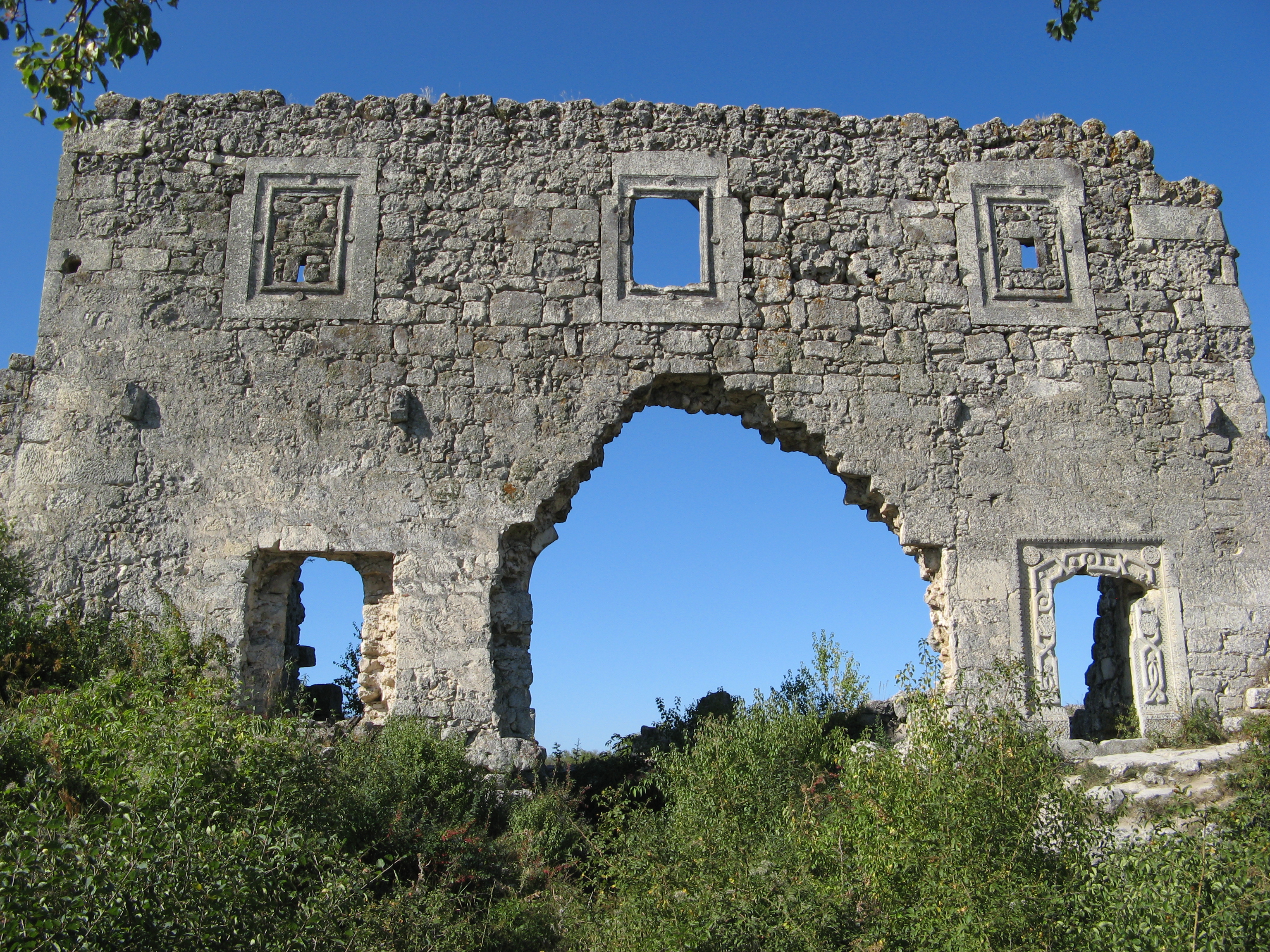
Ruiner av Mangups-byggnader

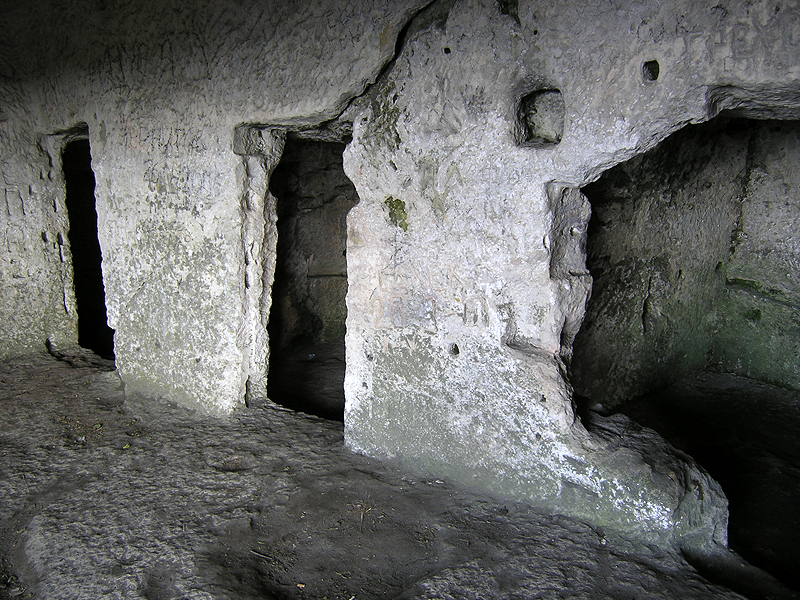
Klipprum uthuggna i Mangup

Mangup (ryska: Мангуп, ukrainska: Мангуп, krimtatariska: Mangup) även känd som Mangup Kale (kale betyder "fästning" på turkiska) är en historisk fästning på Krim, belägen på en platå cirka 13 kilometer rakt öster om Sevastopol, gamla Chersonossos.

## Läge
Mangup var den största klippstaden på Krimhalvön och täckte en yta på 90 hektar. Staden byggdes på en platå, avgränsad på tre sidor av 70 meter höga klippor och på den fjärde sidan av tre djupa raviner. Staden låg 584 m över havet.
Platsen var känd som Dory (grekiska: Δόρυ), senare Doros (Δόρος), Doras (Δόρας) och slutligen Teodoro (Θεοδωρώ) av bysantinerna, innan det fick Kipchak-namnet Mangup. En inskription från 1300-talet som hittades i staden, kallade den Teodoros fästning som bevakas av Gud och dess invånare Teodoriter. Namnet Teodoro har överlevt fram till våra dagar i namnet på byn Ai-Todor (Saint Theodore), som ligger inte långt söder om Mankup. Dokument i Genua kallade staden Tedoro, Todoro, Theodori, Teodori, Thodori, Tedori, Todori. Även dessa namn kommer från de grekiska namnen på platsen. Silvio Giuseppe Mercati trodde att pluralformen av stadens namn (Theodori, Teodori, Thodori, Tedori, Todori) berodde på att staden var tillägnad de två helgonen, Theodore Tiron och Theodore Stratelates. Alexander Vasiliev (historiker) var tveksam till denna teori i sin historik över staden, eftersom det inte fanns några bevis för att dessa två helgon betraktades som beskyddare av staden.

## Historia
De första spåren efter människor i Mangup är sextusen år gamla. Fasta icke befästa bosättningar på platsen fanns från omkring 300 e.Kr. Invånarna i dessa var sannolikt goter och alaner. Fram till mitten av 500-talet var de fientliga inställda till Bysans, men de blev snart kristnade och sedan allierade till federationen. Staden Chersonese med det medeltida namnet Khersoär belägen på femton kilometers avstånd från Mangup. Cherson var den viktigaste stödjepunkten för den bysantinska närvaron på Krim. Procopius av Caesarea, som var den historiker som skildrar Justinianus I beskriver hur stadsmurarna i Chersonese och Bospor renoverades och byggdes om. Justanianus byggde fästningar också i Alusjta  och Gurzuf (Gorzubity). Dessa två fästningar har blivit semesterorter vid Svarta havets kust och är föremål arkeologiska undersökningar. Procopius skrev om långa murar (grekiska Makratei). De långa murarna har påvisats och en av dessa löper genom dalen där infarten till Mangup från norr sidan är. Längs dagens asfalterade motorväg korsade muren denna dal. Fästningarna på Mangup och även fästningarna på närliggande Eski-Kermen under de sista åren Justinianus regerade. Procopius nämner inte fästningarna på dessa platser. Vid grävningar i Mangup träffade man på en tavla med en inskription med namnet Justinianus I. Arkeologerna som studerat Mangups murar menar att tidsperioden då förstaMangup-fästningen byggdes var under Justaninus regeringstid.
Varför byggdes fästningen Mangup? Fästningen ligger nära Cherson och försvarade infarten till Chersonese. Lokalbefolkningen fick en tillflyktsorterna undan attackerande arméer. Det enorma turkiska staten i Asien som sträckte sig Azovska sjön till Stilla havet var ett omedelbart hot. På 560570-talet kände Bysans ett verkligt militärt hot från den turkiska staten vilket Justinianus var väl medveten om. På 580-talet erövrade turkarna Bosporen, men inte det bergiga Krim. Dessa var de första turkiska folken, som kom före kumanerna och Kiptjaker. Den tidigaste turkiska staten bildades redan på 600- och 700-talen.
Historisk forskning försöker förstå Bysans politik på Krim och arkeologiska utgrävningar görs påmånga platser där. Dr. Gertsen har lett  forskare som försökte fastställa på vilka platser de många antika/medeltida städer som t. ex. Fulla låg på. Från 1920-talet har diskussioner om de historiska dateringarna och varför de befästa bosättningar innanför Justinianus långa murar skapades. 500- och 600-talen var arbetet inriktat på att förstärka de gamla städerna och bygga fästningar i gränsbergen för att stoppa de främmande folken. 
Enligt den bysantinska historikern Prokopius bosattes regionen Doros på Krim av de goter som inte följde Theodorik den store då ostrogoterna invaderade Italien på 490-talet. Staden grundades alltså i slutet av 500-talet e.Kr. som en fästning i det bysantinska riket, på platsen där tidigare obefästa byar funnits sedan 200-talet e.Kr.  Arkeologiska utgrävningar har visat att goterna byggde kristna basilikor, befästningar och använde också grottbosättningar under 600-talet.  Det var vid samma tid som en stor basilika byggdes. Förutom Mangup fanns en annan boplats vid Eski Kermen. Under slutet av 700- eller tidigt 800-tal bildas ett nytt biskopsdöme Metropolinatet Doros, i området. 

## Kazarerna erövrar staden som sedan åter kommer under Bysans
På 680-talet e.Kr. ockuperades staden av kazarerna, och då hamnade Mangup under kazarisk överhöghet. Kazarerna förlorade staden till bysantinerna i mitten av 800-talet  Staden fick sedan också nya befästningar. Bakgrunden var ett uppror år 786/787mot kazarerna som delvis förstörde staden. Upproret leddes av biskop Johannes av Gothia och platsens världslige ledare en icke namngiven Lord of Gothia. I mitten av 800-talet upphörde sedan kazarernas herravälde. Johannes Gotens var motståndare till det bysantinska imperiets ikonoklastiska styre, och denna osannolika allians mellan goter/alaner och grekiska kristna talar för en självständighetsrörelse i området Taurid mot både det bysantinska riket och kazarernas Khaganat. Platsen förlorade sedan mer betydelse. Kazarernas erövring innebar att namnet Doros för området försvann efter 900-talet och ersattes av Mangup, först intygat omkring 960. Från slutet av 900-talet till mitten av 1300-talet förföll staden och spelade ingen större roll i Krims historia. 
Det bysantinska kejsardömet tog tillbaka fästningen och inrättade ett militärt administrativt system med guvernör, som kallades Thema i Kherson. Det kan kortfattat beskrivas som stora militära enheter, utplacerade i  Bysans provinser. Dessa enheter var ofta de som fördrivits från Mindre Asien. Tauriderna anslöt sig till temat med benämningen Goth Klimat.

## Furstendömet Teodora
Det tidigare medeltida namnet kan ha överlevt i en förändrad form i benämningen på Furstendömet Theodoro under senmedeltiden. Under mitten av 1000-talet var Mangup en vasallstat till kazarerna. Sedan kom de under inflytande av ryska staten i Kiev och senare Gyllene hordens konfederation. Staden skadades allvarligt av en jordbävning på 1000-talet. Staden lyckades dock behålla sitt självstyre under den mongoliska erövringen av Krim men tvingades underordna sig stor-khanen.
På 1220-talet blev städerna i Gotia anknutna till Trabzons imperium.  I mitten av 1300-talet blev staden huvudstad i furstendömet Teodoro och staden frodiga tid började. Man byggde ett stort antal representativa och militära byggnader. Staden byggde den andra försvarsmuren och citadellet, basilikan, palatset för härskarna i Teodoro renoverades och utvidgades. Efter erövringen och plundringen av staden i slutet av 1300-talet av Timur Lenks armé återuppbyggdes staden snabbt på 1420-talet. Furstendömet Theodoro, vars styrande upprätthöll bysantinska traditioner och använde det grekiska språket. År 1361 återbefäste hektonarken Chuitani-Demetrios citadellet i Mangup. Theodoró (Θεοδωρώ), som det då kallades, var huvudstad i furstendömet Theodoro. Prins Alexios lät bygga ut staden. År 1396 besökte prästmunken och exarken Matthaios Teodoro. Vid hans återkomst till Konstantinopel skrev han en dikt på 153 verser på femtonstavig vers (decapitatosyllab) om sitt besök i staden som då tillhörde det kyrkliga patriarkatet i Konstantinopel. Texten finns endast bevarad i en kopia av ett kollektivt manuskript från 1400-talet.
Den härskande dynastin, som kom från Trabzon, kallades på grekiska Gabras eller Chowra på turkiska. I slutet av 1300-talet flyttade en gren av denna dynasti till Moskva, och etablerade Simonov-klostret. De kom att kallas Khovriner, var under en tid ärftliga skattmästare i Moskva. På 1500-talet fick de benämningen Golovin. Mellan 1395 och 1404 var Theodoro under Timur Lenks kontroll, men Theodoras prins Alexios lyckades återerövra sin självständighet efter Timur Lenks död, och även prinsens efterträdare behöll självständigheten till den slutliga osmanska erövringen år 1475. Efter Konstantinopels fall 1453 beslutade många grekisktalande qaraiter att flytta till Mangup och Chufut-Kale, eftersom dessa platser hade en känd kristen grekisk kultur. Den turkiske historikern Djennebi nämner att 1475, efter intagandet av Caffa, beslutade Gedik Ahmet Pasha att ta fästningen Mankup i besittning. Grekerna etablerade sig där och försvarade fästningen men turkarna erövrade fästningen.  Belägringen av Mangup varade i ett halvår och turkarna använde kanoner i striderna. 

## Den osmanska perioden
Efter fästningens fall 1475 utsågs Mangup till centrum för Mangup kadılık i Kefin eyalet (provinsen) i det osmanska riket. Osmanerna återuppbyggde fästningen och inhyste en turkisk garnison. I början av 1500-talet bestod den osmanska garnisonen i Mangup av 37 man men under andra halvan av 1600-talet hade den reducerats till 15. Den viktigaste personen i fästningen var dizdar (osmanska. دزدار, kommendant) som också hade en ställföreträdare. I garnisonen ingick också två uppsyningsmän vid stadsporten, två artillerister, en imam, en vapensmed och 29 soldater. Arsenalen bestod av 25 finkalibriga kanoner, varav endast tre var i gott skick, 45 större kanoner, varav 20 var i gott skick. Handeldvapen saknades men det fanns 29 pilbågar, 7 000 pilar, 12 granater, 14 hjälmar och 30 sköldar.

Medan största delen av Krim blev en del av Krimkhanatet, som nu var en ottomansk vasall, administrerades det tidigare fustendömet Theodoro och södra Krim direkt av den Höga porten. Mangup blev en viktig utpost för Osmanska riket på Krim. År 1493 förstörde en stor brand större delen av staden. År 1503 lät den osmanske administratören Tzula återuppbygga Mangup och stadsmuren. 1901 upptäcktes en grekisk inskription i staden. Inskriptionen visar att 1503, nästan trettio år efter den turkiska erövringen, talade invånarna i Mankup fortfarande grekiska och försökte att återställa murarna i sin stad. Av inskriptionen förstod historiker att befolkningen i Mankup då hade en turkisk guvernör Tzula. År 1520 bodde 935 personer i Mangup, därav var 460 greker, 252 anhängare av det karaitiska judiska religiösa samfundet, 188 muslimer och 35 armenier. Befolkningssiffrorna framgår av de osmanska skattelängderna från 1520 (Jizye defter Liva-i Kefe). Det sex hantverkskvarter i staden innanför försvarsmurarna. Staden hade 80 grekiska hushåll, varav 15 änkor, Grekerna utgjorde 460 personer (mer än hälften av stadens befolkning). Det fanns också ett armeniskt kvarter med 8 hushåll. År 1542 räknades endast en fjärdedel av befolkningen som greker, där fanns då  25 hushåll, 6 ungkarlar och 3 änkor. de var då 26 % av den totala befolkningen  Alan W. Fisher anger andra siffror för samma år: 13 hushåll, 6 ungkarlar, 3 änkor, totalt 77 personer.  År 1578 nämner Martin Broniewski två obetydliga kyrkor av vilka endast en var i drift. Emidio Dortelli D'Ascoli år 1634 noterar helt enkelt grekernas residens i staden. Dominikanermunken Giovani Lucca (Jean de Luc på franska), som besökte Krim under första halvan av 1600-talet, rapporterade om Mangup:
Den innehåller alla khanernas skatter; Hit tar de sin tillflykt i tider av nöd i staten... 
Khanens skattkammare förvarades i Mangup-citadellet men plundrades  av zaporogkosackerna 1633.  
I slutet av 1500-talet lämnade ortodoxa kristna Mangup och endast den turkiska garnisonen och en stor karaitgrupp återstod. I defter (skattelängder) 1638 registrerades 41 hus, utan antalet invånare anges, och i defter 1649 finns det inte längre någon kristen befolkning i  Mangup, vilket gäller också senare skriftliga källor År 1666 skrev Evliya Çelebi att det inte fanns några invånare i stadens citadell vid den tiden, men att det fanns en moské  och byggnaderna användes som en arsenal. Utanför citadellet beskrev resenären ytterligare två moskéer  på platån och ett muslimskt kvarter med ett litet badhus, och nedanför sju judiska kvarter med 1000 judiska hus byggda av lertegel och åttio judiska butiker. Alla judar var tillverkare kalv- och getskinn. På Krim var kalvskinn från Mangup då berömt. Det finns bara dessutom två slakterier.
En turkisk källa från 1740 rapporterar att Mangup var en befäst stad, med omkring 60 hus. Johann Thunmann rapporterade i sitt verk Krimkhanatet från 1777 att Mangup var en liten stad med 50 hus, vars invånare var judar (karaiter) och endast ett fåtal krimtatarer. Efter att khanatet blev självständigt under fredsfördraget mellan Kyuchuk och Kainarji 1774 inkluderades Mangup i Krimkhanatet, som centrum för Mangup kadylyk i Bakhchisaray kaimakanship. År 1790 lämnade de sista invånarna, det karaitiska samhället Mangup. I ravinen Tabana-Dere har resterna av en karaitisk kyrkogård bevarats. Staden övergavs av karaiterna då den turkiska garnisonen försvann och sedan dess har den legat i ruiner. 

## Stadens upphörande och arkeologiska fynd
Stadens fick efter detta en oavbruten nedgång. 1774 övergavs fästningen av den turkiska garnisonen. År 1774 blev Mangup en del av Krimkhanatet och 1783 blev det en del av Ryssland. De judiska Karaiterna övergav Mangup och synagogan förstördes. På 1800-talet eller omkring 1790 övergavs platsen och förföll. 
År 1938, under utgrävningarna av dopkapellet i basilikan vid den antika bosättningen i den senbysantinska staden Theodoro, upptäckte M. A. Tikhanova flera återanvända fragment av snidade akantuskapitäl och gesimser i golvbeläggningen. Graffiti på grekiska och krimgotiskafanns på ovansidan av ett av gesimsfragmenten. Den 17 augusti 2018 hittades för första gången ett kvinnligt hellenistiskt hängsmycke med egyptiska motiv på platån vid Mangup under utgrävningar. De kan troligen dateras till 300-talet.
Sedan 1967 har systematisk forskning gjorts på platsen av den arkeologiska expeditionen i Mangup under ledning av E. V. Weimarn.  Grävningsarna har sedan 1976 letts av A. G. Herzen. Andra utgrävningar utfördes av den arkeologiska bergsexpeditionen på Krim vid Urals universitet,  men 1991 blev också dessa en del av Mangups arkeologiska expedition
1913 hittades en grekisk inskription i en basilika som nämner kejsar Justinianus. Inskriptionen bevisar att under Justinianus var staden redan viktig nog att betraktas av kejsaren. Samma år upptäcktes en annan grekisk inskription som åberopar Jesu Kristi välsignelse över murbyggarna. Βyzantinska bronsvikter grävda ut vid Mangup ger bevis på att invånarna följde det kejserliga viktningssystemet.

## Sevärdheter i Mangup
- försvarsmur från sexhundratalet e.Kr., ombyggd och utbyggd många gånger under historien.
- ruinerna av den största kristna basilikan i den bergiga delen av Krim, byggd på 500-talet e.Kr., som stod kvar fram till 1500-talet.
- ruinerna av palatset för härskarna i staten Teodoro från 1400-talet e.Kr.
- Ruinerna av citadellet som byggdes på 1300-1400-talen.
- Klippkloster från 1400-talet.
- Karaitisk kyrkogården från 1400- till 1700-talen.